# 戴维·皮萨罗
戴维·皮萨罗（David Pizarro，1979年9月11日—），智利足球运动员，司职中场，现效力智利甲組足球聯賽球會智利大学。
這名球員出道初年已到意大利聯賽打滾，最初到意甲中型班乌迪内斯，其間曾回到智利聯賽。至2005年他獲意大利班霸国际米兰垂青，加盟該球會。由於效力了一季，未能在正選中站穩陣腳，2006年他再南下到意甲另一支球會羅馬。